# Matt Swick
Matt Swick (St. Catharines, 1 de septiembre de 1978) es un deportista canadiense que compitió en remo.
Ganó una medalla de oro en el Campeonato Mundial de Remo de 2002, en la prueba de ocho con timonel. Participó en los Juegos Olímpicos de Sídney 2000, ocupando el séptimo lugar en la misma prueba.

## Palmarés internacional
| Campeonato Mundial | Campeonato Mundial | Campeonato Mundial | Campeonato Mundial |
| Año                | Lugar              | Medalla            | Prueba             |
| ------------------ | ------------------ | ------------------ | ------------------ |
| 2002               | Sevilla (España)   | Medalla de oro     | Ocho con timonel   |